# Hội đồng Chỉ huy Cách mạng
Hội đồng Chỉ huy Cách mạng (tiếng Ả Rập: مجلس قيادة الثورة) Đây là cơ quan ra quyết định cuối cùng ở Iraq nằm dưới sự cai trị của Đảng Ba'ath. Ông thực thi quyền lập pháp và hành pháp trong nước, và tổng thống và phó tổng thống được lựa chọn bởi đa số 2/3 số thành viên Hội đồng. Hội đồng này được thành lập sau cuộc đảo chính quân sự ngày 17 tháng 7 năm 1968.
Chủ tịch đầu tiên của nó là Ahmed Hassan al-Bakr từ năm 1968 đến năm 1979, khi cấp phó của ông, Saddam Hussein, đảm nhận chức chủ tịch Hội đồng cho đến năm 2003. Chủ tịch của nó giữ chức vụ Tổng thống Cộng hòa Iraq.
Trong thời gian làm tổng thống, Saddam Hussein là Chủ tịch Hội đồng Chỉ huy Cách mạng, Thủ tướng và Tổng thống nước Cộng hòa.  Cho đến khi hội đồng bị giải tán vào năm 2003 khi chế độ Baathist sụp đổ.